# Пармская обитель
«Пармская обитель» или «Пармский монастырь» (фр. La Chartreuse de Parme) — третий и последний завершённый роман французского писателя Стендаля, опубликованный им в 1839 году. Роман был написан во время приезда в Париж и в большой спешке, всего за 52 дня (с 4 ноября по 26 декабря 1838 года).

## Сюжет
В начальных главах описывается восторг, с которым жители севера Италии встретили весной 1796 года французов, освободивших их от тягостного ига Габсбургов. Юный аристократ Фабрицио дель Донго, узнав в 1815 году о возвращении Наполеона с острова Эльба, покидает стоящий на берегу озера Комо замок отца-реакционера и спешит в Бельгию, чтобы на стороне своего кумира принять участие в битве при Ватерлоо.
По возвращении на родину Фабрицио подвергается преследованию как изменник и вольнодумец. По совету тайно влюблённой в него тётки, герцогини де Сансеверина, Фабрицио принимает решение сделать карьеру в церкви, хотя не чувствует к этому подлинного призвания. Маленький двор пармского герцогства, где одну из первых скрипок играет граф Моска — любовник и будущий муж герцогини де Сансеверина, бурлит интригами. Прежде чем занять в Парме пост архиепископа, Фабрицио убивает соперника в поединке за внимание одной актрисы и оказывается в заточении в неприступной крепости, где его спасает от верной гибели влюблённая в него Клелия Конти, дочь коменданта.
Отношения Фабрицио и Клелии продолжаются и после того, как молодой человек становится прелатом, а девушка вступает в брак. Смерть их ребёнка, а затем и самой Клелии вынуждают Фабрицио оставить свой пост и удалиться в картезианский монастырь под Пармой, где он и заканчивает свою недолгую, но полную приключений жизнь.

## Истоки замысла
В поисках мощных и чистых страстей Стендаль в 1830-е годы не раз обращался к сюжетам эпохи чинквеченто. Он публиковал в периодических изданиях романтические истории о приключениях реальных итальянцев XVI века под названием «Итальянские хроники». В 1839 году Стендалю пришла в голову мысль объединить некоторые приключения Бенвенуто Челлини и Алессандро Фарнезе в одном повествовании, а действие перенести в душную эпоху реставрации, последовавшей за свержением Наполеона.

## Новаторство
Батальные сцены в начале романа открывают новую страницу в истории мировой литературы. Война показана Стендалем во всей своей абсурдности глазами неоперившегося юнца, который не может понять, что происходит. Новаторство Стендаля первым разглядел Бальзак, писавший в 1840 году:

В последнем своем шедевре г-н Бейль... не взялся за полное описание битвы при Ватерлоо, он прошелся по арьергарду и дал два-три эпизода, рисующие поражение наполеоновской армии, но столь мощен был удар его кисти, что мысль наша идет дальше: глаз охватывает все поле битвы и картину великого разгрома.
Эти сцены произвели сильнейшее впечатление на Льва Толстого, который развил и углубил стендалевский метод при работе над эпопеей «Война и мир». Вместе с тем повествовательная экспозиция, к которой относятся эти сцены, имеет мало общего с последующим развитием событий при пармском дворе. С целью ускорения действия Бальзак рекомендовал Стендалю исключить из романа не только первые главы, но и последние, обрисовывающие судьбу Фабрицио после того, как он стал главой пармской церкви.
Возражения Бальзака вызывал также лёгкий, импровизационный, подчас даже небрежный стиль романа, где мало описаний и много диалогов. Стендаль не описывает характеры своих героев как нечто уже сложившееся, а обрисовывает их в процессе становления, передавая их слова и поступки. Вольная форма романа привлекает внимание к свободе как основной теме книги. Для Стендаля ясность изложения была важнее изысканного слога: «Сочиняя „Монастырь“, я прочитывал каждое утро, чтобы найти надлежащий тон, две или три страницы Гражданского кодекса» (из письма Бальзаку).

## Сатира

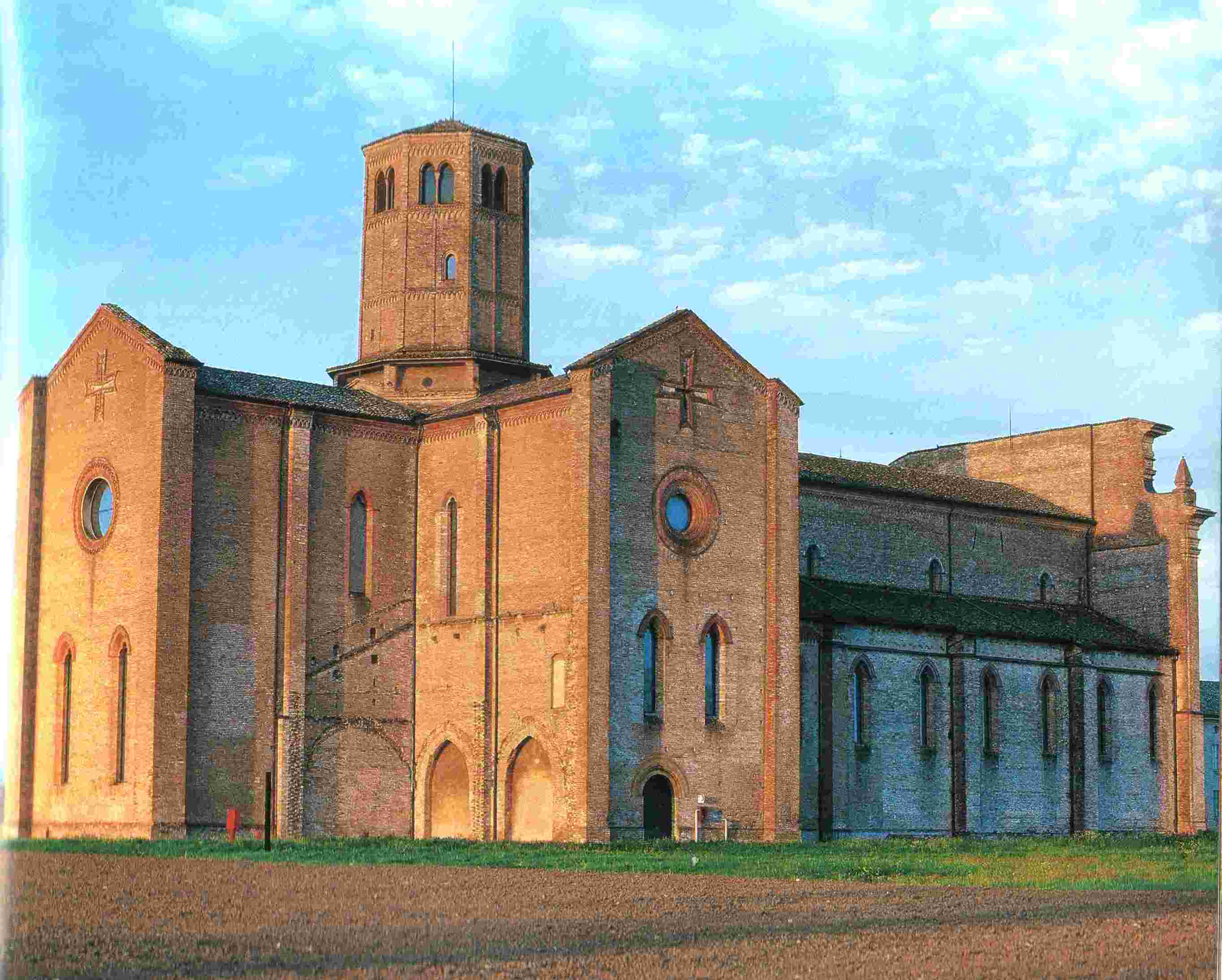
Картезианский монастырь в Парадинье под Пармой

Роман Стендаля стоит у истоков руританской традиции европейской литературы. По замечанию Г. Джемса, сюжет книги напоминает стандартное либретто комической оперы. На примере пармского двора Рануция Эрнесто IV автор романа сконструировал модель деспотии, которая, по словам Бальзака, в компактной форме позволяет «понять интриги более значительного двора». Политическое противостояние либералов и консерваторов, столь характерное для Европы того времени, когда был написан роман, сведено на карликовый уровень: «возня лилипутов» гарантирует остранение и сатирический эффект.

## Романтизм
Сатирическое описание политических интриг при пармском дворе позволяет некоторым литературоведам отнести «Пармскую обитель» к реалистическому направлению. В то же время от многих страниц книги веет чистым романтизмом: молодой красавец заточён в горной крепости, окно камеры закрыто ставнями, узник видит только небо, но умудряется вырезать в ставнях отверстие, через которое посредством знаков (нарисованные углем на ладони буквы) ведёт общение со своей возлюбленной, а по ночам спускает любовные послания вниз на верёвке.

Их молодое безрассудство, изобретательная отвага, жизнерадостность, презрение к светской черни и какая-то особая необремененность житейскими заботами, все это порождает в суховато-аналитическом, блещущем тонким остроумием стендалевском повествовании обычно сдерживаемую стихию романтики, резко оттененной шутовским кривлянием придворных тупиц и паяцев.— Краткая литературная энциклопедия

## Экранизации
- «Пармская обитель» — французский фильм 1948 года, режиссёр Кристиан-Жак, в главной роли Жерар Филип
- Радиопостановка СССР. Текст читает Юрий Яковлев. Пояснительный текст - Анна Бари (1978 год).
- «Пармская обитель» — франко-итальянский телесериал 1981 года, режиссёр Мауро Болониньи
- «Пармская обитель» — франко-итальянский телефильм 2012 года, режиссёр Чинция Торрини
- Некоторые сюжетные коллизии романа обыграны Бернардо Бертолуччи в юношеском фильме «Перед революцией» (1964)